# الی باپ
الی باپ (فرانسوی: Élie Baup‎؛ زادهٔ ۱۷ مارس ۱۹۵۵) سرمربی فوتبال و بازیکن فوتبال پیشین اهل فرانسه است.

## افتخارات به عنوان سرمربی
بوردو
- دسته اول فرانسه: ۹۹–۱۹۹۸
- جام اتحادیه باشگاه‌های فرانسه: ۲۰۰۲